# WRN Broadcast
WRN Broadcast, anciennement World Radio Network (WRN) est une entreprise privée basée à Londres, spécialisée dans la diffusion et la distribution de programmes radiophoniques. Réseau de radiodiffusion international fondé en 1992, il gère plusieurs stations de radio émettant, suivant les cas, en modulation de fréquence ou en modulation d'amplitude, par câble, par satellite ou encore par internet, et s'occupe en parallèle de la fourniture de services (encodage, multiplex, solutions en téléphonie mobile...).

## Diffusion

### International
WRN permet de diffuser des programmes radiophoniques à travers le monde en s'appuyant sur neuf entités entrepreneuriales :
- Anglais : WRN English Europe, WRN English North America, WRN English Asia Pacific et WRN English Africa
- Français : WRN Français[2]
- Allemand : WRN Deutsch
- Arabe : WRN Arabic
- Russe : WRN Russian
- 1 station multilingue

Chacune de ces neuf sociétés de radio fonctionne selon le principe de la syndication, c'est-à-dire en étant alimentée par une trentaine de radiodiffuseurs publics du monde entier, parmi lesquels Radio Prague, Radio Le Caire, Radio Vatican, Voix de la Russie, Radio Tunis, Radio Canada, Deutsche Welle, Radio Roumanie Internationale, Kol Israel, Radio Australie ou encore Radio des Nations unies.
Hors France, les stations WRN sont diffusées par satellite : en Europe, WRN English Europe (Hot Bird), WRN Deutsch (Hot Bird, Astra 19,2° est; également diffusée en modulation de fréquence (FM) à Berlin sur le 97.2 MHz), en Amérique du Nord, WRN English North America (Galaxy 19, et bouquets Sirius Satellite Radio et XM Satellite Radio), en Afrique du Nord, Proche et Moyen-Orient et Europe, WRN Arabic (Arabsat 4, Hot Bird, Nilesat), en Afrique, WRN English Africa (Intelsat 10), et dans certains pays d'Asie et d'Océanie, WRN English Asia Pacific (Intelsat 10).

### France
WRN Français émet depuis le mois de décembre 2000. Sa grille des programmes est, à l'instar des autres stations de WRN, entièrement alimentée par des productions issues des radios partenaires. Les auditeurs de WRN Français ont notamment accès à des bulletins d'information, des chroniques thématiques permettant de mieux appréhender la culture des pays écoutés, des débats, le tout permettant d'entendre un différent point de vue sur les événements du jour. 
WRN Français est diffusé par satellite en Europe (Hot Bird et Astra 19,2° est, repris depuis le 18 décembre 2002 dans les radios du bouquet français Canalsatellite) et par internet via le site de WRN. La station est également reprise par certains réseaux câblés européens, comme Numericable (France) ou Naxoo (Suisse).